# Isomerida vittata
Isomerida vittata là một loài bọ cánh cứng trong họ Cerambycidae.